# Félix Romano
Pour les articles homonymes, voir Romano.
Félix Romano (en Italie, Felice Romano) (né le 6 juillet 1894 à Buenos Aires, en Argentine d'un père suisse et d'une mère française et mort le 30 novembre 1970 à Reggio d'Émilie) est un footballeur international français et italien. Il est le frère cadet de Paul Romano.

## Biographie
Le poste de prédilection de Félix Romano est attaquant. Il ne compte qu'une sélection en équipe de France de football, France-Luxembourg au stade de stade de Paris à Saint-Ouen en 1913.

### Clubs successifs
- Étoile des Deux Lacs
- Paris Star

### Carrière
Félix joua son unique sélection à l'âge de 18 ans, dans un match qui ne présentait pas de difficultés particulières et au cours duquel il signa son entrée par un but. Il devint ensuite international italien sous le nom de Felice Romano (cinq sélections de 1921 à 1924), la législation de l'époque autorisant ce passage d'une sélection nationale à l'autre.

## Palmarès
- Vainqueur du Trophée de France en 1912

## Sélections

### Équipe de France
- 1913 : France - Luxembourg : 8-0 (1 but)